# Liu Shipei
Liu Shipei (en xinès simplificat: 刘师培; en xinès tradicional: 劉師培; en pinyin: Liú Shī péi) (Yizheng, 24 de juny de 1884 - Pequín, 20 de novembre de 1919), també conegut com a Liu Guangshan i Liu Shenshu, fou un filòleg, professor, nacionalista, revolucionari i anarquista xinès que evolucionà cap a postures reaccionàries en els darrers anys de la seva vida.

## Biografia
Va néixer el 2 de maig de 1884 a Yizheng, província de Jiangsu i va morir a Beijing. el 20 de desembre de 1919, quan tenia 35 anys per una tuberculosi. Era originari d'una família d'erudits interessats en els textos clàssics de l'escola confuciana. Defensor de la cultura xinesa, coincidia amb Zhang Binglin la seva oposició a la dinastia manxú. Arran del seu viatge al Japó (1907-1908) va adherir-se, juntament amb la seva esposa He Zhen a les idees anarquistes després de contactar amb llibertaris nipons. Però, de tornada la seu país, de forma inesperada, col·laborà amb els governants imperials i després de la caiguda de la dinastia Qing va donar suport a Yuan Shikai. Després de la mort de Yuan va ingressar a la Universitat de Beijing (1916).

## Evolució del seu pensament polític
La posició de Liu Shipei es pot dividir en tres períodes:
1. El primer (1903-1909) després de suspendre els exàmens de funcionari esdevé un nacionalista anti-manxú vinculat a Zhang Binglin i Cai Yuanpei i autor d'escrits antigovernamentals.
2. El segon (1907-1908) s'inicia quan a la primavera de 1907, Liu viatja al Japó per fer de redactor del Minbao (Diari del Poble) òrgan de la Lliga “Tongmenghui” però aviat freqüentà els anarquistes Kotoku Shusui, Kita Ikki, Wada Saburo, etc. i s'orientà vers l'anarquisme i, amb la seva esposa fundà el bimensual “Tianyi bao” (1907). Amb Zhang Ji es dedicà a propagar les idees anarquistes i socialistes. I es dedicà a elaborar una teoria anarquista que recollia idees del comunisme primitiu camperol i del seu defensor Xu Xing.
3. El tercer (1908 à 1919), Liu va col·laborar amb els manxús i va ser dels qui va donar suport a la campanya per coronar Yuan Shikai com emeperador. Amb la mort de Yuan es retirà a Tianjin. El 1917 per invitació de Cai Yuanpei treballà de professor a la universitat fins al final de la seva vida.

## Obra
- Did Someone Say "Rights"? Liu Shipei's Concept of Quanli de Stephen C. Angle, Philosophy East and West. Vol. 48, No. 4 (Oct., 1998), University of Hawai'i Press. Pàgs. 623-651
- Liu Shipei: Lecture of Chinas History of Literature at Medieval Period  Resumen de literatura xinesa fins als anys de la República. Publicada per China Pictorial Publishing House 2010. ISBN 7802207444. ISBN 978-7802207448 (en llengua xinesa).